# Lights (chanson)
Pour les articles homonymes, voir Lights.
Pour l'album d'Ellie Goulding voir Lights
Singles de Ellie Goulding
Wonderman
(2011) Anything Could Happen
(2012)
Pistes de Bright Lights
Salt Skin
Lights est une chanson de l'artiste britannique Ellie Goulding sortie le 13 mars 2011 sous le label Polydor Records. 6e et dernier single extrait de la réédition de son premier album studio Bright Lights (2010). La chanson est écrite par Ellie Goulding, Richard Stannard, Ash Howes et produite par Richard « Biff » Stannard, Ash Howes.

## Liste des pistes
- Digital EP au Royaume-Uni[1]

1. Lights (Single Version) – 3:30
2. Only Girl in the World (Live Lounge Acoustic Version) – 4:07
3. Lights (Bassnectar Remix) – 4:36
4. Lights (Shook Remix) – 3:49
5. Lights (MK Charlee Dub) – 5:04
6. Lights (Max Gordon Remix) – 4:49

- Digital EP aux États-Unis – The Remixes Pt. 1[2]

1. Lights (Bassnectar Remix) – 4:36
2. Lights (MK Charlee Dub) – 5:05
3. Lights (Max Gordon Remix) – 4:49
4. Lights (Shook Remix) – 3:49

- Digital EP aux États-Unis – The Remixes Pt. 2[3]

1. Lights (Drop Lamond Remix) – 4:17
2. Lights (Fernando Garibay Remix) – 4:03
3. Lights (Captain Cuts Remix) – 4:11
4. Lights (Ming Remix) – 4:57
5. Lights (RAC Mix) – 5:44

## Crédits et personnel
Crédits extrait des notes de la pochette album de Lights.
- Ellie Goulding – chanteuse, guitare
- Ash Howes – réalisateur, mixing, drums, keyboards
- Steven Malcolmson – programming
- Richard « Biff » Stannard – réalisateur, mixing, bass, keyboards

## Classement et certification
| Classement (2011–2012)                   | Meilleure position |
| ---------------------------------------- | ------------------ |
| Nouvelle-Zélande (RIANZ)                 | 16                 |
| Autriche (Ö3 Austria Top 40)             | 8                  |
| Belgique (Ultratop 50) (Flandre)         | 50                 |
| Belgique (Ultratop 40) (Wallonie)        | 15                 |
| Canada (Canadian Hot 100)                | 7                  |
| États-Unis (Billboard Hot 100)           | 2                  |
| États-Unis (Adult Contemporary)          | 18                 |
| États-Unis (Adult Pop Songs)             | 4                  |
| États-Unis (Hot Dance Club Songs)        | 32                 |
| États-Unis (Mainstream Top 40 Pop Songs) | 1                  |
| États-Unis (Rock Songs)                  | 37                 |
| France (SNEP)                            | 29                 |
| Japon (Hot 100)                          | 65                 |
| Pays-Bas (Dutch Single Top 100)          | 58                 |
| Pologne (Polish Airplay Chart)           | 1                  |
| République tchèque (Czech Airplay Chart) | 22                 |
| Royaume-Uni (UK Singles Chart)           | 49                 |
| Slovaquie (Airplay Chart)                | 10                 |
| Suisse (Schweizer Hitparade)             | 14                 |

| Classement (2012)             | Position |
| ----------------------------- | -------- |
| Canada Hot 100                | 41       |
| États-Unis Billboard Hot 100  | 5        |
| États-Unis Adult Contemporary | 45       |
| États-Unis Adult Pop Songs    | 19       |
| États-Unis Pop Songs          | 1        |

| Pays                     | Certification |
| ------------------------ | ------------- |
| Allemagne (BVMI)         | Or            |
| Belgique (BEA)           | Or            |
| Norvège (IFPI)           | Platine       |
| Nouvelle-Zélande (RIANZ) | Or            |
| Suisse (IFPI)            | Platine       |
| États-Unis (RIAA)        | 3 × Platine   |

## Vidéo musicale
Le clip de « Lights » a été filmé par Sophie Muller le 21 septembre 2010 avant que le premier single de la réédition de « Bright Lights » ne soit changé en « Your Song ». Elle est officiellement sortie le 20 janvier 2011. La vidéo montre Goulding danser, jouer de la batterie et du tambourin tandis que différents effets de lumière, notamment des lasers, l'entourent pendant qu'elle chante. Elle la montre également dans de nombreuses scènes balançant différentes lumières portatives et torches donnant l'impression d'une peinture lumineuse, tandis que la caméra produit un effet bullet time comme ceux utilisés dans The Matrix. Le système d'éclairage de la vidéo a été créé par un petit groupe d'étudiants de Middlesex University.